# اسپاتاریکو
اسپاتاریکو (به لاتین: Spathariko) یک منطقهٔ مسکونی در قبرس شمالی است که در ناحیه اسکله واقع شده‌است.